# Lepidopilum permarginatum
Lepidopilum permarginatum là một loài rêu trong họ Daltoniaceae. Loài này được R.S. Williams mô tả khoa học đầu tiên năm 1925.